# Solonei da Silva
Solonei Rocha da Silva (ur. 18 kwietnia 1982) – brazylijski lekkoatleta specjalizujący się w biegach długich. 
W 2011 został mistrzem igrzysk panamerykańskich w Guadalajarze w biegu maratońskim. W 2013 zdobył złoto na 10 000 metrów podczas czempionatu Ameryki Południowej. W tym samym roku startował w Moskwie na mistrzostwach świata, na których zajął 6. miejsce w maratonie. Medalista mistrzostw Brazylii.

## Osiągnięcia
| Rok  | Impreza                         | Miejsce             | Konkurencja           | Pozycja     | Wynik    |
| ---- | ------------------------------- | ------------------- | --------------------- | ----------- | -------- |
| 2011 | Igrzyska panamerykańskie        | Guadalajara         | maraton               | 1. miejsce  | 2:16:37  |
| 2013 | Mistrzostwa Ameryki Południowej | Cartagena de Indias | bieg na 10 000 metrów | 1. miejsce  | 29:51,79 |
| 2013 | Mistrzostwa świata              | Moskwa              | maraton               | 6. miejsce  | 2:11:40  |
| 2015 | Mistrzostwa świata              | Pekin               | maraton               | 18. miejsce | 2:19:20  |
| 2016 | Igrzyska olimpijskie            | Rio de Janeiro      | maraton               | 78. miejsce | 2:22:05  |

## Rekordy życiowe
- bieg na 10 000 metrów – 28:45,52 (2014)
- półmaraton – 63:15 (2012)
- maraton – 2:11:32 (2011)